# Hemiasteridae
De Hemiasteridae zijn een familie van merendeels uitgestorven zee-egels uit de orde Spatangoida.

## Geslachten
- Bolbaster Pomel, 1869 †
- Hemiaster Desor, 1847 †
- Heterolampas Cotteau, 1862 †
- Holanthus Lambert & Thiéry, 1924
- Jordaniaster Neumann, 1999 †
- Kupeia McKnight, 1974
- Leiostomaster Lambert, 1920 †
- Leymeriaster Lambert & Thiéry, 1924 †
- Mecaster Pomel, 1883 †
- Palhemiaster Lambert, 1915 †
- Proraster Lambert, 1895 †
- Tessieria Collignon, 1949 †